# Sloup se sochou Panny Marie (Nový Hrádek)
Sloup se sochou Panny Marie se nalézá na náměstí v Novém Hrádku v okrese Náchod. Barokní sloup z roku 1747 je chráněn od 3. 5. 1958 jako kulturní památka ČR. Národní památkový ústav tuto sochu uvádí v katalogu památek pod rejstříkovým číslem ÚSKP 19878/6-1829.